# Enciclopedia Salvat
Enciclopedia Salvat, titre complet Diccionario Enciclopédico Salvat Universal est une encyclopédie en langue espagnole, compilée et publiée par Editorial Salvat (Salvat Editores), une maison connue dans le développement et la publication de dictionnaires et ouvrages de référence. 
L'encyclopédie en 20 volumes et 16 000 pages, classée et illustrée par ordre alphabétique, est consacrée aux principaux domaines de connaissance : physique, chimie, biologie, écologie, mathématiques, philosophie, religion, médecine, langage, littérature, histoire, géographie, arts, technologie, informatique, etc. avec des références connexes le cas échéant. La récente mise à jour inaugure un système unique de résumés accompagné d’un nouveau design et d’une nouvelle mise en page.